# Edward Wright
Edward Maitland Wright (Farnley (Leeds), 13 de fevereiro de 1906 — Reading, 2 de fevereiro de 2005) foi um matemático inglês.
É coautor do livro An Introduction to the Theory of Numbers, com Godfrey Harold Hardy (1938).
Sepultado no Cemitério de Wolvercote.